# Mahiari
Mahiari è una suddivisione dell'India, classificata come census town, di 15.422 abitanti, situata nel distretto di Howrah, nello stato federato del Bengala Occidentale. In base al numero di abitanti la città rientra nella classe IV (da 10.000 a 19.999 persone).

## Geografia fisica
La città è situata a 22° 35' 32 N e 88° 14' 16 E e ha un'altitudine di 5 m s.l.m..

## Società

### Evoluzione demografica
Al censimento del 2001 la popolazione di Mahiari assommava a 15.422 persone, delle quali 7.919 maschi e 7.503 femmine. I bambini di età inferiore o uguale ai sei anni assommavano a 1.531, dei quali 834 maschi e 697 femmine. Infine, coloro che erano in grado di saper almeno leggere e scrivere erano 11.894, dei quali 6.395 maschi e 5.499 femmine.